# Thecla rumaniae
Thecla rumaniae är en fjärilsart som beskrevs av Cosmovici 1892. Thecla rumaniae ingår i släktet Thecla och familjen juvelvingar. Inga underarter finns listade i Catalogue of Life.